# 蒼光院
蒼光院（：／ Ch'anggwangwŏn）位於朝鮮平壤市千里馬大街，臨近風景秀麗的普通江畔，與樓高17層的「普通江飯店」為鄰。它是一座樓高4層的綜合性健康服務中心。

## 成立歷史
由金日成發起建造一棟一流的衛生文化福利設施資綜合大樓給民眾的建議，並由他選址在普通江畔，審核建築圖則等。「蒼光院」在公元1980年3月建成及開放。此後朝鮮在各地開設了許多類似的綜合性健康服務中心，而「蒼光院」亦成為一處外國觀光客的熱點。

## 設施
全境佔地面積約為50,000多平方米，設有一座樓高4層的蒼光院健康中心，樓面面積高達380,000平方米，全部水源均經過濾和消毒：
- 第1及第4層：個人浴盆、家庭浴盆、超聲波治療按摩浴池；
- 第2層：男賓公共浴池。
- 第3層：女賓公共浴池。
- 除了洗澡設施外，亦有乾蒸浴房及蒸汽浴房；
- 戶外設有游泳池，及設有兩個大型嬉水池
- 冬季使用的高達10公呎的跳水設施之暖水游泳館
- 還有理髮店、按摩院、美容院（只接待女賓）、食堂、冷飲店（只提供汽水或啤酒）。

## 開放時間
- 每日上午10時至下午6時；
- 逢星期三停止開放，進行全面清潔消毒。

## 收費
以2002年6月為例，免費入場，按每項服務收費：
- 家庭浴盆：17朝鮮元（冷水）、19朝鮮元（热水）；
- 個人浴盆：7朝鮮元（冷水）、10朝鮮元（暖水）；
- 男賓剪髮：6朝鮮元；
- 男賓剃鬚：4朝鮮元；
- 女賓烫髮：12朝鮮元（短髮）、14朝鮮元（長髮）；
- 女賓梳頭：4朝鮮元（短髮）、5朝鮮元（長髮）；
- 女賓美容：7朝鮮元；
- 全身按摩：每小時14朝鮮元；
- 游泳館入場費：3朝鮮元。